# Bioversity International
Bioversity International ist eine international tätige Forschungseinrichtung, die die Agrobiodiversität im Hinblick auf die Armutsbekämpfung untersucht.
Sitz ist Rom. Sie ist eines der 15 Institute der Consultative Group on International Agricultural Research. Die Gründung erfolgte 1974.